# Gianpaolo Rossi
Gianpaolo Rossi (Viadana, 9 maggio 1955) è un allenatore di calcio ed ex calciatore italiano, di ruolo difensore.

## Carriera

### Giocatore
Esordì nella prima squadra del Ravenna a 16 anni. Fu notato dalla Fiorentina, che lo acquistò senza farlo esordire in prima squadra, cedendolo dopo tre anni al Rimini. In riva all'Adriatico conquistò immediatamente una promozione in Serie B, giocando con discreta continuità: eccezion fatta per una breve parentesi al Chieti, passò cinque anni a Rimini.

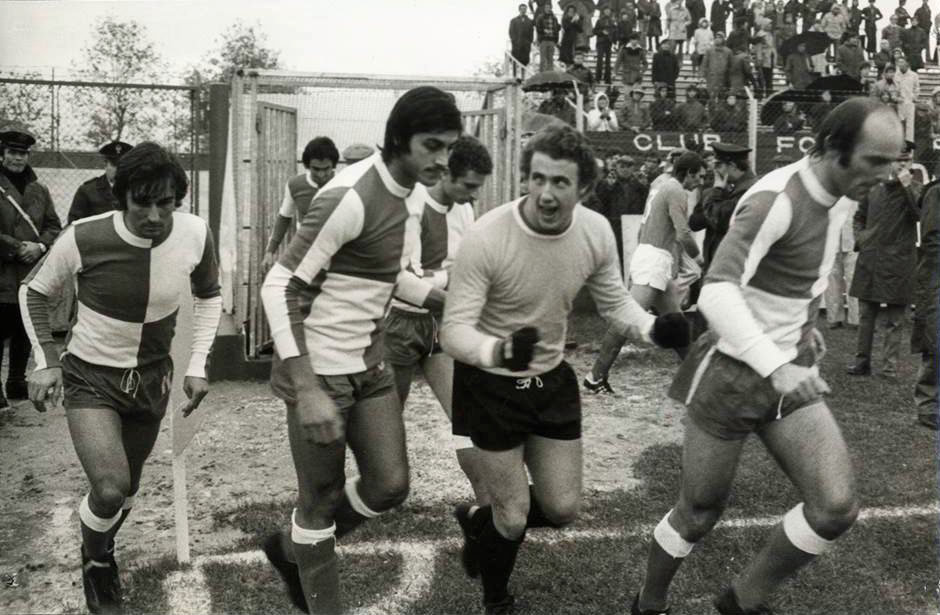
Rossi (secondo da sinistra) al Rimini durante la stagione 1976-1977

Nell'estate 1981 passa all'Atalanta, che contribuì a portare dalla Serie C1 alla Serie A nel giro di tre anni. A Bergamo ebbe modo di vestire la fascia di capitano e di giocare la Coppa delle Coppe 1987-1988 fino alla semifinale, indossando la casacca nerazzurra per un totale di 169 volte in campionato. Concluse la sua carriera calcistica nel Monza.

### Allenatore
Dopo aver appeso le scarpe al chiodo si diede alla professione di allenatore, iniziando a Viadana, suo paese d'origine. Fu quindi chiamato sulla panchina dell'Albinese (Interregionale, 11º  e 7º posto) e poi all'Atalanta, dove fece da vice ad Emiliano Mondonico. Le sue successive esperienze riguardarono la Serie C, dove allenò Lecco (Serie C1, due salvezze ai playout), Pro Sesto (Serie C2, 12º e 9º posto), Alzano Virescit (esonerato alla 29ª giornata) e Palazzolo (subentrato e esonerato dopo 14 partite).
Successivamente scese tra i dilettanti, dove allenò il Seregno in Serie D, continuando poi nei campionati provinciali della bergamasca allenando, tra le altre, Valle Brembana,(con cui arriva alla semifinale dei playoff di Prima Categoria, perdendo però contro il Dalmine Futura per 1-0), e Ponteranica, squadra di Promozione, (con cui centra l'8º posto, subentrando in corsa nel 2010), dalla quale risolve consensualmente il contratto nel 2012, con la squadra a metà classifica a gennaio.
Collabora inoltre col settore giovanile dell'Excelsior, nel ruolo di Direttore Tecnico della scuola calcio. Nella stagione 2012-2013 passa ad allenare La Torre, squadra militante in Prima Categoria con ambizioni di Promozione (calcio). La prima partita ufficiale lo vede esordire con una vittoria ai danni della Nembrese in Coppa Italia di Prima Categoria, con il risultato di 0-1. Conclude al 4º posto nel Girone D, mancando i playoff per un solo punto. Nonostante il gioco spettacolare manca i play-off per un solo punto. L'anno successivo viene confermato alla guida della squadra. Nel giugno 2014 lascia la guida della squadra, dopo un'altra salvezza.
A gennaio 2015 subentra a Paolo Rizzi e diventa il nuovo tecnico dell'US Arzago, società bergamasca che milita in Prima Categoria.

## Palmarès

### Giocatore
- Campionato italiano Serie C: 1

Rimini: 1975-1976 (girone B)
- Campionato italiano Serie C1: 1

Atalanta: 1981-1982 (girone A)
- Campionato italiano di Serie B: 1

Atalanta: 1983-1984